# دائودا کارابوئه
دائودا کارابوئه (انگلیسی: Daouda Karaboué؛ زادهٔ ۱۱ دسامبر ۱۹۷۵) بازیکن هندبال اهل فرانسه است.
وی همچنین برندهٔ جوایزی همچون لژیون دونور (شوالیه) شده‌است.